# Filip Rejlek
Filip Rejlek (ur. 10 maja 1981 w Przybramie) – czeski siatkarz, grający na pozycji atakującego, reprezentant Czech.

## Sukcesy klubowe
Mistrzostwo Czech:
- 2001, 2003, 2018
- 2000, 2004, 2005, 2021

Puchar Czech:
- 2001

Puchar Top Teams:
- 2005

Mistrzostwo Francji:
- 2009

Brązowy medalista Mistrzostw Brazylii:
- 2012

Klubowe Mistrzostwa Ameryki Południowej:
- 2013
- 2014